# Louis Marcoussis
Ludwik Kazimierz Wladyslaw Markus (Varsòvia, 14 de novembre de 1883 — Cusset, Alvèrnia, 22 d'octubre de 1941) va ser un pintor polonès naturalitzat francès, conegut amb el nom de Louis Marcoussis.
Va arribar a París el 1903 on va rebre influències de l'impressionisme i del cubisme, especialment de Guillaume Apollinaire. La seva obra es basa en colors vigorosos i intensos, especialment el vermell, així com per les obres plàstiques. Va pintar Natura morta (1912), Tall de síndria (1926).